# Robert Waseige
Robert Waseige   (Rocourt, 26 d'agost de 1939 - Lieja, 17 de juliol de 2019) va ser un futbolista belga.

## Selecció de Bèlgica
Va formar part de l'equip belga a la Copa del Món de 2002 com a entrenador.